# Красная Речка (Новоторъяльский район)
Красная Речка (мар. Йошкарэҥер) — деревня в Новоторъяльском районе Республики Марий Эл. Входит в состав Чуксолинского сельского поселения.

## География
Находится в северо-восточной части республики Марий Эл на расстоянии приблизительно 7 км по прямой на северо-восток от районного центра посёлка Новый Торъял.

## История
Известна с 1811 года, когда в починке Красная Речка проживали ясачные крестьяне-черемисы, насчитывалось 9 дворов, 19 человек. В 1884 году в деревне Красная Речка числилось 8 дворов, 48 жителей. В 1905 году в деревне Красная Речка (Баженки) числилось 19 дворов, 61 житель. В 1973 году здесь насчитывалось 7 хозяйств, 36 жителей. В 1999 году в деревне проживали 30 человек. В советское время работали колхозы «Йошкар кече» и «Чобык».

## Население
Население составляло 27 человек (мари 100 %) в 2002 году, 31 в 2010.